# رامین نجفی
رامین (ران) نجفی (زادهٔ ۱۹۵۸) شیمیدان ایرانی-آمریکایی است. او که در سال ۱۹۷۸ برای ادامه تحصیل به آمریکا رفته بود، با انقلاب ایران در سال ۱۳۵۷ برنامه‌هایش را برای آینده دگرگون دید. او تحت راهنمایی‌های جان سودیکیست در دانشگاه سان فرانسیسکو لیسانس و فوق لیسانس خود را در شیمی و سپس دکترای خود را در دانشگاه کالیفرنیا، دیویس گرفت. نجفی پیش از بنیانگذاری کلپَک لبز (Calpac Labs)، که اکنون به سی پی لب سِیفتی (C P Lab Safety) شناخته می‌شود، و نوا کل فارمسوتیکالز (NovaCal Pharmecuticals)، که اکنون به نوابی فارمسوتیکالز (NovaBay Pharmaceuticals)، شناخته می‌شود، در موسسات شیمیایی مشهور و چند ملیتی نظیر پرکین المر (PerkinElmer) کار کرد.
فارماوویس ۱۰۰ (PharmaVoice 100) رامین نجفی را به عنوان یکی از صد رهبر مؤثر سال ۲۰۰۸ معرفی کرد. از رامین نجفی به عنوان مخترع در ۵۰ گواهی ثبت اختراع نام برده شده‌است.